# Kirche von Harkmark

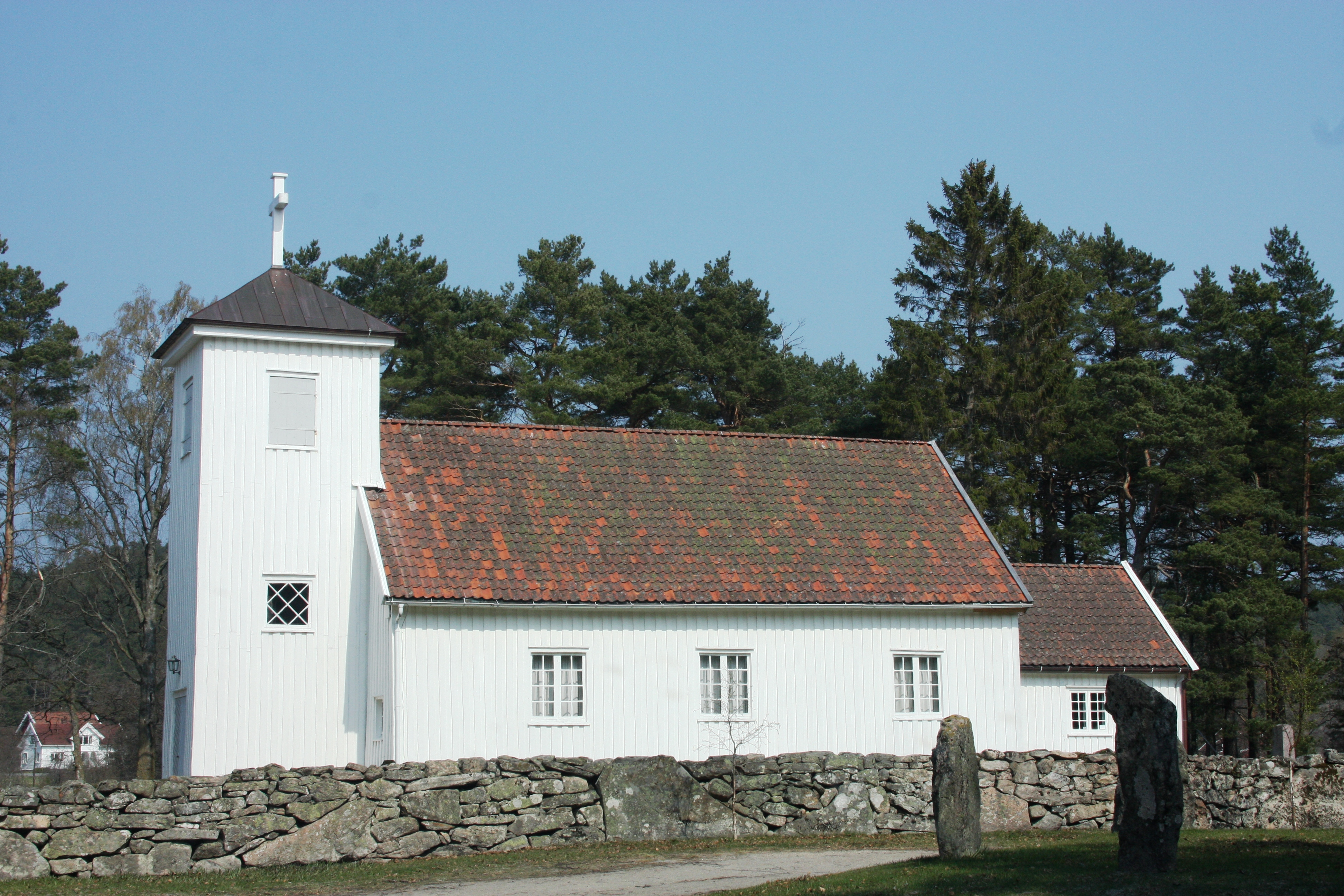
Harkmarker Kirche mit Bautasteinen im Vordergrund

Die Kirche von Harkmark (norwegisch: Harkmark kirke) ist eine Langkirche aus dem Jahr 1613 etwa 11 km östlich außerhalb der Ortschaft Mandal in der Kommune Lindesnes in der norwegischen Provinz Agder. Die Kirche liegt nahe der Kreuzung der Straßen Fylkesvei 203 und Fylkesvei 204 wiederum etwas östlich an der Fv203 Tregdeveien.
Die Holzkirche mit 135 Sitzplätzen wurde über einer älteren Kirche errichtet. Vor dem Kirchhof außerhalb dessen Feldsteinmauer und nur wenige Meter von der Straße entfernt am Rande des Parkplatzes der Kirche befindet sich als Monument der Steinkreis von Harkmark. Der Steinkreis besteht aus sechs kreisförmig angeordneten Stelen mit einer weiteren Stele in Kreismitte.
Der Ort war der einzige Handelsplatz im westlichen Agder der Wikingerzeit und er wird in der Heimskringla erwähnt. Neben den Kirchen Vanse, Oddernes und Høvåg ist sie eine der ersten Kirchen in Agder.
Der Turm mit Waffenhaus befindet sich im Osten und die Sakristei liegt im Westen hinter dem Chor. Dieser war ursprünglich keiner und niedriger als das Kirchenschiff selbst, wurde aber im Zuge einer Restaurierung von 1845 auf die gleiche Breite und Höhe des Kirchenschiffes vergrößert. Die Kirche bekam eine neue Deckenverkleidung und größere Fenster. Unter der Leitung von C. A. Christensen wurde die Kirche 1972 bis 1975 abermals restauriert. Die Farbe an den Wänden wurde abtragen, da die Holzwände bis zum Schluss des 19. Jahrhunderts wahrscheinlich unlackiert waren.
Der zweigeteilte Altar stammt aus dem Jahr 1651. Das dreigeteilte Altarretabel stellt im Hauptmotiv die Kreuzigung Jesus dar; das zweite und dritte Altarbild zeigt Maria und Johannes. Der obere Teil der Tafel zeigt die Dreifaltigkeit und unter dem Hauptmotiv stehen die Worte Paulus aus einem Korintherbrief. Das Motiv der Dreifaltigkeit wurde wahrscheinlich 1710 gemalt, als die Kirche das Altarretabel von der Oddernes Kirche übernahm und dient als Ersatz für das Dreifaltigkeitssymbol der alten Altartafel.
Der Ensemble von Kirche, Feldsteinmauer und Monument ist denkmalgeschützt.